# Lemster skûtsje (schip, 1930)
Het Lemster skûtsje is het schip waarmee Lemmer sinds 1963 meedoet aan de wedstrijden van de Sintrale Kommisje Skûtsjesilen. Met het gelijknamige eerste skûtsje zeilden de Lemsters van 1958 tot 1963.

## Geschiedenis
Het eerste Lemster skûtsje werd gebouwd in 1909 door Scheepswerf Wildschut in Gaastmeer. De eerste schipper was Rintje Ritsma, de pake (opa) van de bekende schaatser. Hij stapte op omdat het bestuur het skûtsje had aangepast zonder overleg met de schipper. In 1964 werd hij opnieuw gevraagd als schipper. Inmiddels had Lemmer een nieuw skûtsje. Dat tweede skûtsje, gebouwd in 1930 door Scheepswerf van der Werff aan het Buitenstvallaat bij Drachten, is een van de jongste skûtsjes van de vloot.
In 1966 werd Rintje Ritsma kampioen met het "Lemster skûtsje". In 1985 en 1988 behaalde Jelle Reijenga de kampioenstitel voor Lemmer. Hij was een van de eerste schippers die frequent ging trainen met zijn bemanning. Dat is later overgenomen door de andere skûtsjes. Voorheen was dat niet zo nodig, want de oude beroepsschippers voeren het hele jaar op hun skûtsje, voor hen was het dagelijkse routine. Ook was hij een van de eersten die een adviseur meenam aan boord. Tegenwoordig hebben alle skûtsjes een adviseur, die meestal afkomstig is uit de lichtere en kleinere wedstrijdscheepjes.
Het Lemster skûtsje eindigt meestal in het "linker rijtje". In 2018 werden ze vierde en in 2019 stond Albert Visser voor het eerst op het erepodium, met een derde plaats in het eindklassement. In 2022 stond Albert Visser weer op het erepodium, dit keer als kampioen. Het jaar daarop werden ze 2e.

## Schippers
- Rintje Ritsma 1958-1961
- Yme Foekema 1962
- Klaas van der Meulen 1963-1964
- Rintje Ritsma 1965-1968
- Sietse Hobma 1969-1981
- Jelle Reijenga 1982-1997
- Peke Ritsma 1998
- Ale Zwerver 1999-2008
- Johannes Hz Meeter 2009-2013
- Albert Jz Visser 2014-2024
- Jasper Visser 2024-heden

## Skûtsjes
- Lemster skûtsje (1) 1958 -1962
- Lemster skûtsje (2) 1963 - heden